# Peter Cosgrove
Sir Peter John Cosgrove (nascido em 28 de julho de 1947) é um comandante militar aposentado que serviu no exército australiano por quarenta anos e depois exerceu o cargo de Governador-geral da Austrália, de 2014 a 2019.
Graduou-se no Royal Military College, em Duntroon. Lutou na Guerra do Vietnã, onde comandou diversas unidades e foi também comandante da Força Internacional para o Timor-Leste. Entre 2000 e 2002 foi Chefe de Estado-maior do exército e comandante das forças armadas australianas entre 2002 e 2005. Em janeiro de 2014 foi nomeado Governador-geral da Austrália.

## Biografia
Filho de um soldado, Cosgrove se formou em sua alma mater em Duntroon. Foi enviado para a Malásia como tenente no 1º Batalhão do Royal Australian Regiment ( RAR ). Logo depois, sua próxima postagem foi para o Vietnã com 9 RAR. Lá ele comandou um pelotão de infantaria e foi premiado com a Cruz Militar por seu trabalho durante um ataque às posições inimigas.
Nos anos seguintes, Cosgrove foi instrutor no Centro de Infantaria, sendo promovido, comandou 1 RAR , realizou trabalho de equipe e passou períodos nos Estados Unidos, na Grã-Bretanha e na Índia. Em 1990 ele era o diretor de infantaria e comandante do centro de infantaria. Em 1997, completou um círculo quando se tornou comandante em Duntroon.
Em 1999, o general tornou-se uma figura nacional ao ser nomeado comandante das Forças Internacionais de Timor Leste (Interfet), responsável pela supervisão da transição de Timor Leste para a independência. Com o grande deslocamento de tropas australianas e uma considerável incerteza sobre o resultado, foi um período tenso. Cosgrove combinou os papéis de soldado e diplomata. Uma figura forte e reconfortante, sempre com seu familiar chapéu, aparecia regularmente na televisão nos lares australianos.

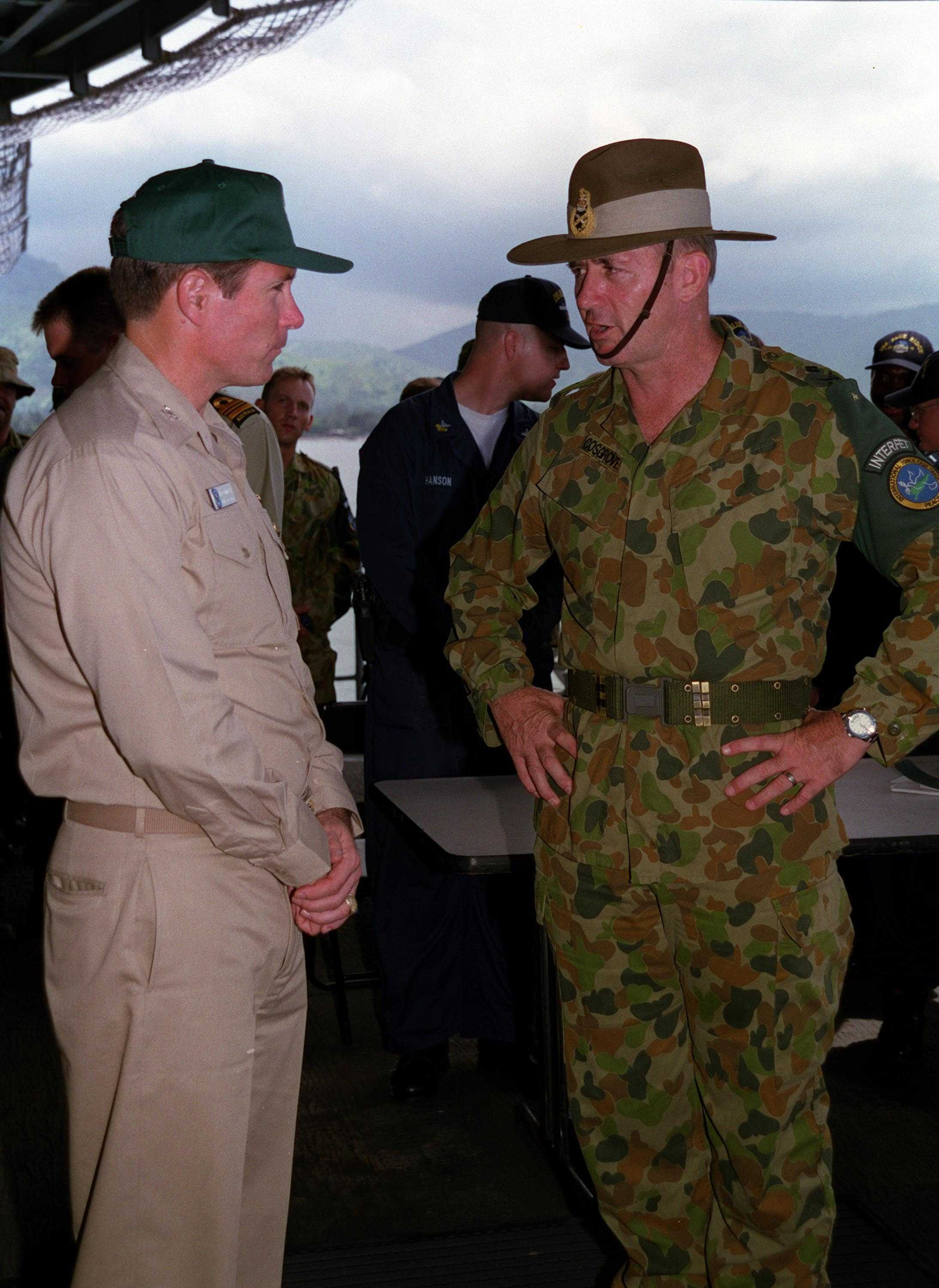
Peter Cosgrove em 2000 fardado com trajes militares.

Depois de Timor, onde conquistou o respeito dos colegas australianos, timorenses e da comunidade internacional, Cosgrove foi promovido e nomeado chefe do exército. Isto foi seguido em 2002 por promoção geral e nomeação para Chefe da Força de Defesa.

## Distinções
- Grã-Cruz da Ordem do Infante D. Henrique de Portugal (5 de abril de 2002)[4]
- Colar da Ordem de Timor-Leste (30 de agosto de 2009)[5]
- Grã-Cruz da Ordem da Liberdade de Portugal (5 de julho de 2018)[4]